# Säveträsket (Lycksele socken, Lappland, 716603-162969)
Säveträsket är en sjö i Lycksele kommun i Lappland och ingår i Umeälvens huvudavrinningsområde. Sjön har en area på 0,413 kvadratkilometer och ligger 260,1 meter över havet. Sjön avvattnas av vattendraget Tannbäcken.

## Delavrinningsområde
Säveträsket ingår i det delavrinningsområde (716612-162908) som SMHI kallar för Utloppet av Säveträsket. Medelhöjden är 277 meter över havet och ytan är 1,64 kvadratkilometer. Räknas de 7 avrinningsområdena uppströms in blir den ackumulerade arean 60,28 kvadratkilometer. Tannbäcken som avvattnar avrinningsområdet har biflödesordning 2, vilket innebär att vattnet flödar genom totalt 2 vattendrag innan det når havet efter 155 kilometer. Avrinningsområdet består mestadels av skog (75 procent). Avrinningsområdet har 0,41 kvadratkilometer vattenytor vilket ger det en sjöprocent på 25 procent.